# Typophyllum flavifolium
Typophyllum flavifolium är en insektsart som beskrevs av Henri Saussure och Francois Jules Pictet de la Rive 1898. Typophyllum flavifolium ingår i släktet Typophyllum och familjen vårtbitare. Inga underarter finns listade i Catalogue of Life.